# Surinaamse parlementsverkiezingen 1922
De Surinaamse parlementsverkiezingen in 1922 vonden plaats in april en mei van dat jaar. 
Er konden vijf leden voor de Koloniale Staten gekozen worden in verband met het periodiek aftreden van D.S. Huizinga, J.J. Leys, H.A. Pet, A.G. Putscher en J.R. Thomson. Daarvan hebben Pet en Thomson zich niet herkiesbaar gesteld.
| Kandidaat          | Stemmen in de eerste ronde | Stemmen in de tweede ronde | resultaat |
| ------------------ | -------------------------- | -------------------------- | --------- |
| A.A. Dragten       | 545                        | -                          | gekozen   |
| J.A. Drielsma      | 398                        | -                          | x         |
| D.S. Huizinga      | 481                        | 472                        | x         |
| J.J. Leys          | 334                        | -                          | x         |
| P.A. May           | 571                        | -                          | gekozen   |
| R.A.P.C. O'Ferrall | 450                        | 516                        | gekozen   |
| A.G. Putscher      | 398                        | -                          | x         |
| R.D. Simons        | 887                        | -                          | gekozen   |
| J.W.F. Vrielink    | 391                        | -                          | x         |
| S.D. de Vries      | 680                        | -                          | gekozen   |

Bij deze verkiezingen mochten alleen mannen die aan bepaalde voorwaarden voldeden (censuskiesrecht) stemmen. Bij de eerste ronde in waren er 1051 geldig uitgebrachte stembiljetten waarbij een kiezer voor meer dan een kandidaat kon stemmen. Er waren vijf zetels te verdelen en om in de eerste ronde gekozen te kunnen worden had een kandidaat de stem nodig van meer dan de helft van de geldig uitgebrachte stembiljetten (minstens 526 stemmen). Vier kandidaten voldeden aan die voorwaarde. In mei was de 'herstemming' met twee kandidaten (Huizinga en O'Ferrall) waarbij O'Ferrall gekozen werd.
Na deze verkiezingen had de Staten van Koloniale Staten de volgende dertien leden:
| Naam               | Gepland jaar van aftreding | Bijzonderheden                       |
| ------------------ | -------------------------- | ------------------------------------ |
| S.D. de Vries      | 1928                       | voorzitter                           |
| J.R.C. Gonggrijp   | 1926                       | vicevoorzitter                       |
| P.A.A. Bucaille    | 1924                       |                                      |
| W.P. Hering        | 1924                       |                                      |
| H.J. van Ommeren   | 1924                       | in 1923 opgevolgd door J.A. Drielsma |
| E.Th.L. Waller     | 1924                       |                                      |
| W. Kraan           | 1926                       |                                      |
| H.J. Terheggen     | 1926                       |                                      |
| E.R. de Vries      | 1926                       |                                      |
| A.A. Dragten       | 1928                       |                                      |
| P.A. May           | 1928                       |                                      |
| R.A.P.C. O'Ferrall | 1928                       |                                      |
| R.D. Simons        | 1928                       |                                      |